# Сумська область
Су́мськá о́бласть (Сумщина) — область у північно-східній частині України; охоплює частини Середньоруської височини та Придніпровської низовини. Утворена 10 січня 1939 року. Центр — місто Суми.  Межує з Харківською та Полтавською областю на півдні, Чернігівською на заході, Курською та Білгородською областями Російської Федерації на сході та Брянською Російської Федерації на півночі.
Площа 23,8 тис. км², населення — 1164,6 тис. мешканців, у тому ч. 783 978 (66,7 %), міського і 380 641 сільського на 1 жовтня 2010 року (1975 — 1452 000 мешканців, у тому числі 696 тис. міського і 756 000 сільського). Нац. склад за переписом 2001: українців — 88,8 %, росіян — 9,4 %, інші — 1,8 %. 15 міст, 77 селищ, 1 677 сіл; 5 районів, 51 громаду.

## Географія
Сумська область розташована у північно-східній частині Лівобережної України. Найвища точка області — 246,2 м над рівнем моря.
На півночі та сході область межує із Брянською, Курською та Білгородською областями Російської Федерації — довжина державного кордону з Російською Федерацією 563,8 км. На кордоні розташовані три пункти пропуску залізничного транспорту (Волфіне, Пушкарне, Зернове) та п'ять — автомобільного (Бачівськ, Катеринівка, Рижівка, Юнаківка, Велика Писарівка).
Областю проходять декілька транспортних коридорів: E38.
На півдні, сході та заході Сумщина межує із Харківською, Полтавською та Чернігівською областями України. Відстань від обласного центра до Києва 350 км.
Північна частина області лежить у межах Новгород-Сіверського Полісся, південна — належить до лісостепової зони.
Річки Сумської області належать до басейну Дніпра і здебільшого є його лівими притоками. Найзначніші з них — Десна, Сейм, Сула, Псел, Ворскла. У долинах річок — численні озера-стариці і болота; багато штучних ставків.

## Природа
Клімат помірно континентальний. Зима прохолодна, літо не спекотне. Середня температура липня +19 °C, січня −7,5 °C. Максимум опадів випадає влітку у вигляді дощів. Середньорічна їх кількість становить від 550 до 700 мм.
Природно-рекреаційний потенціал області значний: лісами та чагарниками зайнято 17 % території. У північних районах переважають мішані ліси (сосна, дуб, береза), у центральних районах — острівні ліси (липа, клен, ясен), трапляються дубові гаї. За винятком ділянки цілинного степу «Михайлівська цілина» (входить до Українського степового заповідника), усі степові простори розорані. Баси — кліматичний курорт лісостепової зони, розташований за 7 км від Сум на великому масиві хвойно-листяних лісів уздовж р. Псел. На території області розташовано багато об'єктів і територій природно-заповідного фонду, як от «Михайлівська цілина», заказники, дендропарк, заповідні урочища (див. також Лісові ресурси Сумської області).

## Історія
Заселення території сучасної Сумщини розпочалося приблизно 15 тис. років тому. В V-III тис. до н. е. територія області була заселена ураломовними мисливсько-рибальськими племенами. Сумщина належала до ареалу гребінцевої кераміки (стоянки Погорілівка, Мис Очкинський та інші). Спосіб життя культур кам'яної доби в основному ґрунтувався на полюванні та рибальстві. З кінця ІІІ початку І тис. до н. е. на території Сумщини жили землеробсько-скотарські племена. На берегах Сейму, Сули, Ворскли та Псла виявлено понад 70 городищ, поселень та курганних могильників.
|                                                 |  |  |
| Ювілейна монета НБУ присвячена Сумській області |  |  |

Починаючи з перших століть до н. е., вся територія сучасної Сумської області входила до складу земель, на яких проживали ранні слов'янські племена. В VII—X ст. всю територію сучасної Сумщини населяло слов'янське плем'я сіверян. Тривалий процес соціально-економічного розвитку східних слов'ян зумовив формування феодальних відносин і утворення однієї з наймогутніших держав свого часу — Київської Русі, про велич і могутність якої Михайло Грушевський писав: «На кінець IX ст. уже багато земель до Києва належало, київським князям дань давало — не тільки українські, а й інші, аж під теперішній Петербург та Москву».
До Київської Русі входили і землі сучасної Сумщини. Розташований на кордоні зі степом край, попри постійні напади кочівників, був порівняно густо заселений. На території області відомо понад 80 давньоруських городищ, поселень, могильників. Крім невеликих поселень, існували й великі міста, про які розповідають давньоруські літописи: Ромни, Вир, В'яхань, Путивль, Попаш, Глухів, Зартий. Територія Сумщини була ареною запеклих міжкнязівських війн, особливо в 40-х роках XII ст. Використовуючи феодальні міжусобиці, половці посилили натиск на руські землі. Сумському краю, його людям, подвигам і славі, помилкам і поразкам присвячено найвидатнішу пам'ятку Київської Русі — «Слово о полку Ігоревім».
На початку 20-х років XIII ст. зі сходу насунули монголо-татарські орди. Велич і могутність змінилася занепадом і пригнобленням. В 50-60-х роках XIV ст. край входив до складу Великого князівства Литовського, Річі Посполитої. В роки Визвольної війни і до смерті гетьмана Хмельницького існувала українська держава, до складу якої входила і територія Сумщини, а саме: Глухівщина, Конотопщина, Роменщина, Кролевеччина. Пізніше ці землі ввійшли до складу Гетьманської України, а південно-східна частина належала Слобожанщині. Великими містами були Глухів, Кролевець, Конотоп, Ромни, Путивль, Суми.
Землями Сумщини проходило військо гетьмана Івана Виговського. Саме тут, під Конотопом, відбулась знаменита Конотопська битва, в якій українська армія перемогла російську. В 1708–1709 рр. населення Сумщини опинилось в центрі Великої Північної війни між арміями Карла XII та Петра I. Трагедія народу полягає в тому, що частина громадян підтримала гетьмана, інші — царя, а це призвело до численних репресій, жертв, страт. Саме в Лебедині були страчені прибічники гетьмана Мазепи, в Сумах проголошено маніфест із засудженням Мазепи. Після руйнування гетьманської столиці Батурина столицею Гетьманської України став Глухів.
Після скасування Катериною II в 1764 р. гетьманської влади на Лівобережжі та в 1765 р. полкового устрою і самоврядування в Слобідській Україні на Сумщину було поширено адміністративно-територіальний поділ Російської імперії, а потім, за винятком короткого періоду з 1917 р. до початку 1919 р., коли знову відродилась українська державність, — тоталітарної радянської соціалістичної держави.
З другої чверті XIX ст. широкого розвитку набуло цукроваріння. Сумський повіт за кількістю розташованих на його території заводів займав друге місце в Україні, а Суми називали цукровою столицею. В створеному в 1897 році цукровому синдикаті провідна роль належала цукрозаводчикам Сумщини — Харитоненку i Терещенку.
Сумська область створена 10 січня 1939. До її складу ввійшли 12 районів Харківської області (Білопільський, Великописарівський, Грунський, Краснопільський, Лебединський, Миропільський, Охтирський, Сумський, Тростянецький, Улянівський, Хотінський, Штепівський), 17 районів Чернігівської області (Буринський, Глинський, Глухівський, Дубов'язівський, Конотопський, Кролевецький, Недригайлівський, Путивльський, Роменський, Середино-Будський, Смелівський, Талалаївський, Хильчицький, Червоний, Шалигинський, Шосткинський, Ямпільський) та 2 райони Полтавської області (Липоводолинський, Синівський).
У 2020 році в результаті територіальної реформи в області було укрупнено райони, із 18 районів було створено 5 більших районів.

## Адміністративно-територіальний устрій

### Загальна інформація
Адміністративний центр області — місто Суми.
У складі області:
- районів — 5;
- районів у містах — 2;
- територіальних громад — 51, в тому числі:
  - міських громад — 15;
  - селищних громад — 15;
  - сільських громад — 21.

### Райони
| Назва        | Герб | Адмін. центр | Населення (тис. ос.) | На мапі | Адмін. устрій |
| ------------ | ---- | ------------ | -------------------- | ------- | ------------- |
| Конотопський |      | Конотоп      | 204,2                |         | Адм. устрій   |
| Охтирський   |      | Охтирка      | 125,6                |         | Адм. устрій   |
| Роменський   |      | Ромни        | 113,7                |         | Адм. устрій   |
| Сумський     |      | Суми         | 449,4                |         | Адм. устрій   |
| Шосткинський |      | Шостка       | 188,5                |         | Адм. устрій   |

### Райони у містах
| № | Район         | Входження |
| - | ------------- | --------- |
| 1 | Зарічний      | м. Суми   |
| 2 | Ковпаківський | м. Суми   |

## Демографія

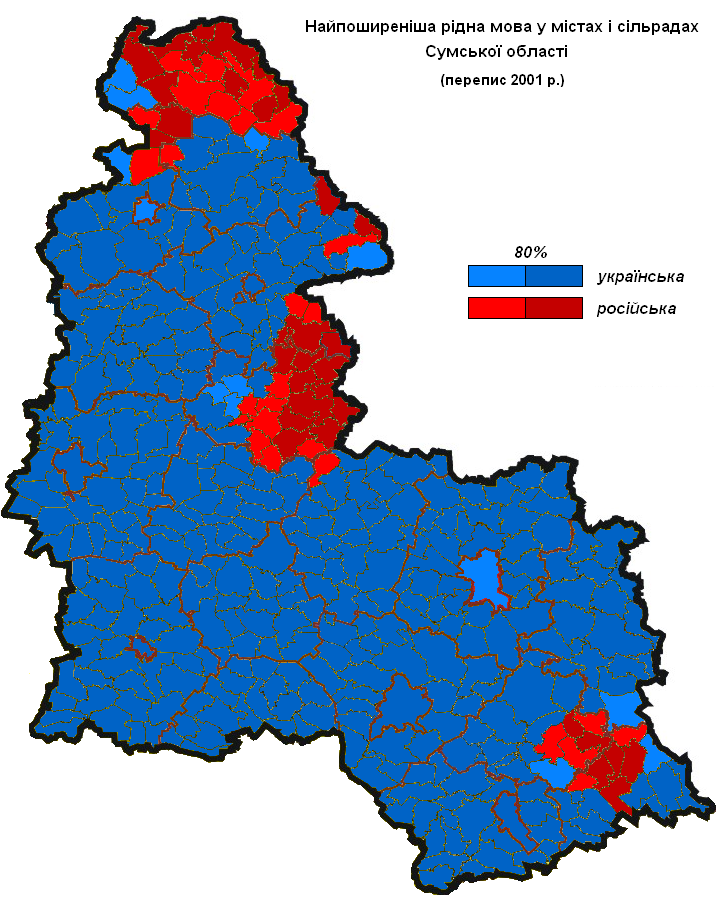
Найпоширеніша рідна мова у містах і сільрадах Сумської області за переписом 2001 р.

### Національний склад
Національний склад населення Сумської області станом на 2001 рік:
| №  | Національність | Кількість осіб | %        |
| -- | -------------- | -------------- | -------- |
| 1  | Українці       | 1 152 034      | 88,84 %  |
| 2  | Росіяни        | 121 655        | 9,38 %   |
| 3  | Білоруси       | 4 320          | 0,33 %   |
| 4  | Цигани         | 1 377          | 0,11 %   |
| 5  | Вірмени        | 1 183          | 0,09 %   |
| 6  | Молдовани      | 778            | 0,06 %   |
| 7  | Євреї          | 762            | 0,06 %   |
| 8  | Азербайджанці  | 569            | 0,04 %   |
| 9  | Татари         | 435            | 0,03 %   |
| 10 | Грузини        | 424            | 0,03 %   |
| 11 | Інші           | 13 226         | 1,02 %   |
|    | Разом          | 1 296 763      | 100,00 % |

## Злочинність
Рівень злочинності за 2012 рік на 10 тис. населення складає 77,8 злочинів, з них 31,2 тяжких та особливо тяжких.

## Нематеріальна культурна спадщина
До списку нематеріальної культурної спадщини України під номером 114н.к.с. (Наказ від 16.07.2025 № 588) було додано елемент «Традиція випікання та дарування обрядових різдвяних пряників на Слобожанщині ", в який.входять традиції випікання та дарування пряників Грунської та Чернеччинської сільської територіальної громади Охтирського району. Цей елемент НКС України занесено до списку елементів, що потребують термінової охорони.

## Цікаві факти

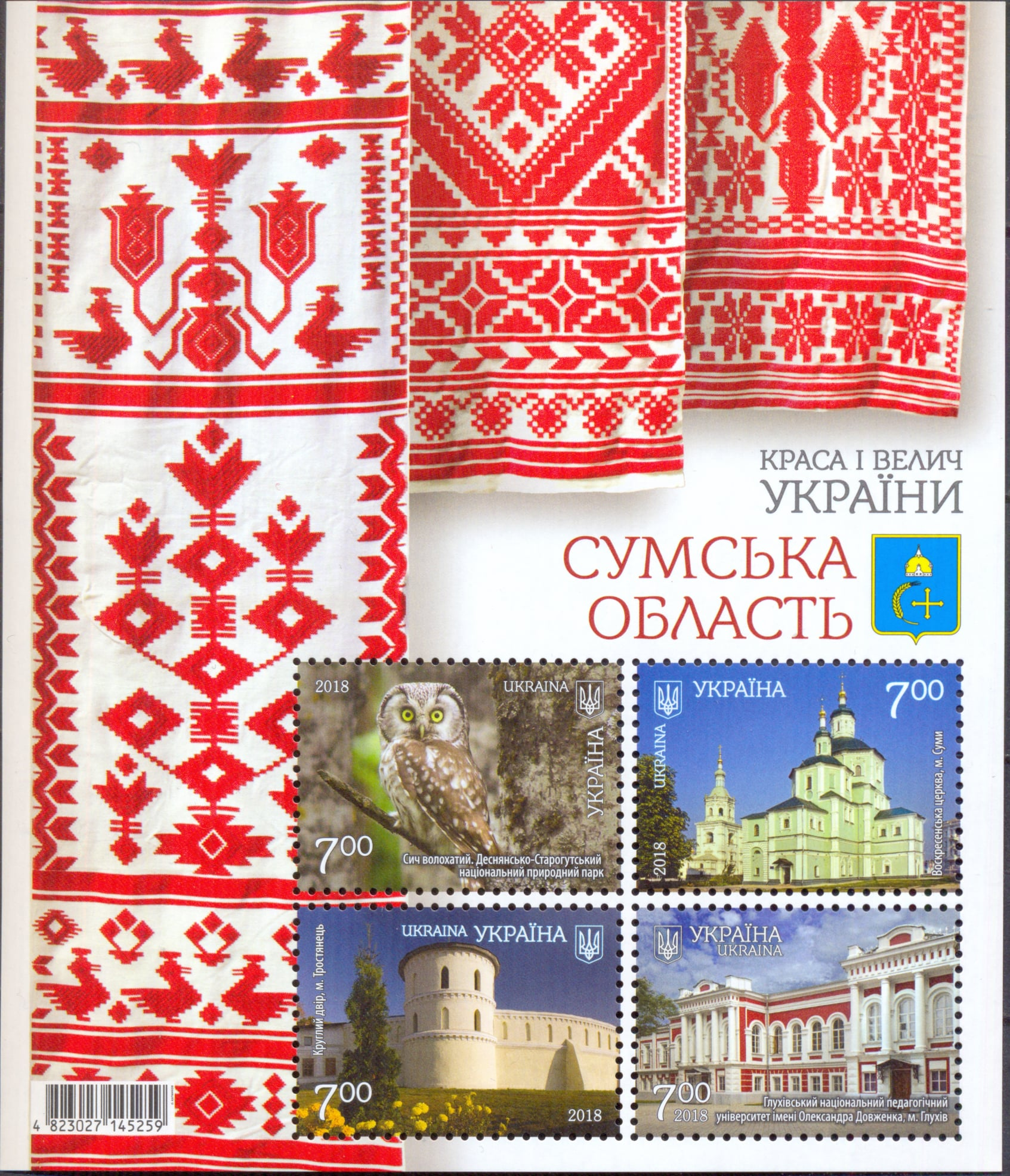
Блок із 4 марок "Краса і велич України. Сумська область" (2018)

- На території області знаходиться 13 лижних баз, тоді як на Івано-Франківщині — лише 6[9].
- Саме Сумщина дала найбільше призерів Зимових Олімпійських ігор та Чемпіонатів світу з біатлону.

## Особистості, уродженці
- Адамцевич Євген Олександрович (1 січня 1904, Солониця (тепер Лубенський район, Полтавська область) — 19 листопада 1972, Бахчисарай) — сліпий бандурист, віртуозний виконавець українських народних історичних пісень, автор «Запорозького маршу».
- Антоненко-Давидович Борис Дмитрович (справжнє прізвище: Давидов; 5 серпня 1899, Засулля — 8 травня 1984, Київ) — український письменник, перекладач.
- Багряний Іван Павлович (1906, Охтирка — 1963, Новий Ульм, ФРН) — український поет, прозаїк, публіцист, політичний діяч.
- Безпалий Гнат Іванович — член Української Центральної Ради.
- Березовський Максим Созонтович (1745⁣ — ⁣1777) — український композитор, диригент, співак.
- Білинник Петро Сергійович (14 жовтня 1906, Охтирка — 14 жовтня 1998, Київ) — український радянський оперний і камерний співак (ліричний тенор).
- Бортнянський Дмитро Степанович (1751⁣ — ⁣1825) — український композитор, співак і диригент.
- Грабовський Павло́ Арсе́нович  (нар. 30 серпня (11 вересня) 1864, Пушкарне (нині Грабовське) — 29 листопада (12 грудня) 1902, Тобольськ) — український поет, лірик, публіцист, перекладач, яскравий представник української інтелігенції, яка в умовах самодержавної Російської імперії вела боротьбу за національну свободу України, тісно пов'язану з рухом за соціальне визволення.
- Голубничий Володимир Степанович (2 червня 1936, Суми — 16 серпня 2021, там само) — український легкоатлет, який спеціалізувався в ходьбі, олімпійський чемпіон, рекордсмен світу. Почесний громадянин Сум.
- Остап Вишня (Губенко Павло Михайлович); (31 жовтня (13 листопада) 1889, хутір Чечва, Полтавська губернія, нині Охтирський район Сумської області — 28 вересня 1956, Київ) — український письменник, новеліст, класик сатиричної прози ХХ ст.
- Гусєв Олег Анатолійович (нар. 1983) — український футболіст, гравець збірної України з футболу.
- Гмиря Борис Романович (1903, Лебедин — 1969, Київ) — український оперний і камерний співак (бас).
- Довгий Іван Григорович (1889 — 1937) — член Української Центральної Ради.
- Жаботинський Леонід Іванович (28 січня 1938, с. Успенка, нині у межах смт. Краснопілля Сумської області — 14 січня 2016, Запоріжжя, Україна) — український радянський спортсмен, важкоатлет, дворазовий абсолютний олімпійський чемпіон з важкої атлетики в суперважкій ваговій категорії (1964, 1968), чотириразовий чемпіон світу (1964—66, 1968) і дворазовий чемпіон Європи (1966, 1968), неодноразовий рекордсмен світу (1963—1974), П'ятиразовий чемпіон СРСР, прапороносець команди СРСР на відкритті Олімпійських Ігор 1968 року і закритті Олімпійських Ігор 1964 і 1968 років.
- Заболотний Іван Петрович (нар. 1949) — український хоровий диригент, Заслужений діяч мистецтв України, професор.
- Зубрилова (Огурцова) Олена Миколаївна (25 лютого 1973, Шостка) — українська та білоруська біатлоністка.
- Йоффе Абрам Федорович (29 жовтня 1880, Ромни — 14 жовтня 1960, Ленінград) — російський і радянський фізик, знаний як «батько радянської фізики», академік (1920), віце-президент АН СРСР (1926–1929; 1942–1945).
- Коломієць Олександр Павлович (1885 — 1938) — член Української Центральної Ради.
- Пантелеймон Олександрович Куліш (26 липня (7 серпня) 1819, Вороніж — 2 (14) лютого 1897, хутір Мотронівка, нині село Оленівка) — український письменник, фольклорист, етнограф, мовознавець, перекладач, критик, редактор, видавець, філософ історії. Активно сприяв розвиткові української літературної мови, науки, філософії, історії.
- Куц Володимир Петрович (1927, Олексине — 1975, Москва) — радянський легкоатлет-стаєр 1950-х років, дворазовий олімпійський чемпіон 1956 року у бігу на 5 та 10 км, заслужений майстер спорту СРСР (1954).
- Макаренко Антон Семенович (1 (13) березня 1888, Білопілля — 1 квітня 1939, Голіцино) — російський радянський письменник та педагог, один із засновників системи дитячо-підліткового виховання.
- Мірний Іван Іванович (* 30 серпня 1872, Самотоївка — † 17 березня 1937, Прага) — український громадсько-політичний і державний діяч, член делегації УНР на Паризькій мирній конференції.
- Мірошниченко Ігор Михайлович (1976; Лебедин) — український спортивний журналіст та політик, телеведучий, член ВО «Свобода».
- Мовчан Єгор Хомич ((1 травня) 1898, с. Велика Писарівка, тепер смт Сумської області — †22 листопада 1968, Київ) — український кобзар.
- Мойсеєнко Федір Петрович (1754, Лебедин — 1781, Москва) — перший український мінералог.
- Михайличенко Олег Володимирович (нар. 1952) — український педагог, доктор педагогічних наук, професор.
- Мурашко Микола Іванович (1844, Глухів — 1909, Буча) — український художник і педагог.
- Онацький Никанор Харитонович (1874–1937), Хоменкове (Роменський район), живописець, поет, педагог, мистецтвознавець, громадський діяч. Організатор та директор Сумського художнього музею.
- Роговцева Ада Миколаївна (1937, Глухів) — українська акторка театру та кіно.
- Розумовський Андрій Кирилович (1752—1836) — граф, пізніше князь, дипломат.
- Сулизь Панас Харитонович («Батуринець») (1890—1944) — член Української Центральної Ради.
- Тимошенко Степан Прокопович (23 грудня 1878, с.Шпотівка — 29 травня 1972, Вупперталь, ФРН) — вчений у галузі механіки.
- Тищенко Костянтин Миколайович (1941, Глухів) — український мовознавець, педагог, перекладач.
- Стреляний Анатолій Іванович (1939, Харків) — письменник, сценарист і прозаїк, публіцист, співробітник Радіо «Свобода» (передача «Ваши письма»). Лауреат Державної премії СРСР (1989, фільм «Архангельський мужик»). Проживає в Сумській області, в селі Рябина.
- Федорко Василь Омельянович (2 серпня 1892 — 15 травня 1977) — діяч української діаспори.
- Ханенко Варвара Ніколівна (до шлюбу Терещенко; 1852, Глухів — 1922, Київ) — українська колекціонерка, меценатка.
- Хвильовий Микола (13 грудня 1893, Тростянець — †13 травня 1933, Харків) — український прозаїк, поет, публіцист, один з основоположників пореволюційної української прози.
- Василь Михайлович Чечвянський (Губе́нко) (1888—1937) — письменник-гуморист родом з Полтавщини, старший брат Остапа Вишні, довголітній співредактор і секретар журналу «Червоний Перець»; член літературних організацій «Плуг» і ВУСПП; друкуватися почав на поч. 1920-х pp.
- Чечулін Дмитро Миколайович (1901, Шостка — 1981, Москва) — радянський архітектор, головний архітектор Москви (1945–1949).
- Шкловський Йосип Самуїлович (1916, Глухів — 1985, Москва) — видатний радянський астрофізик, член-кореспондент АН СРСР.
- Щоголев Яків Іванович (5 листопада 1824, Охтирка — 8 червня 1898) — український поет, представник українського романтизму.
- Ющенко Віктор Андрійович (* 1954) — український політик, 3-й Президент України.
- Ющенко Павло — український військовик, лицар Золотого хреста бойової заслуги 1 клясу.
- Яременко Василь Сергійович (1895, Рогинці — 1976) — український актор.
- Ярославський Петро Антонович (1750, Охтирка — після 1810) — перший харківський професійний архітектор.

## Пам'ятки
- Пам'ятки історії Сумського району
- Пам'ятки архітектури Сумського району
- Пам'ятки монументального мистецтва Сумського району

## Сусідні області
- Полтавська область
- Харківська область
- Чернігівська область